# The Bob Dylan Encyclopedia
The Bob Dylan Encyclopedia è un saggio biografico redatto da Michael Gray in forma di enciclopedia riguardante il cantautore statunitense Bob Dylan.

## Il libro
Autore del volume - pubblicato per la prima volta nel 2006 (nel 2008 in versione Paperback, con l'aggiornamento di alcune voci e l'inserimento di nuove) da Continuum International Publishing Group - è il critico e storico della musica contemporanea britannico Michael Gray, considerato uno fra i più documentati esperti di cose dylaniane.
The Village Voice, che si occupa delle cronache dal Greenwich Village di New York, lo ha recensito indicandolo non come un semplice catalogo di fatti, ma piuttosto come un lavoro di oceanica profondità (This is no mere catalog of facts, but a work of oceanic immersion).
Il testo - presentato dalla casa editrice che lo ha pubblicato come il più esaustivo lavoro biografico compiuto attorno alla figura di Bob Dylan, frutto di oltre trent'anni di ricerche da parte del suo autore - ha vinto nell'aprile 2008 il C. B. Oldman Prize, assegnato annualmente dall'International Association of Music Libraries al lavoro inedito riguardante la musica.

## Voce per voce

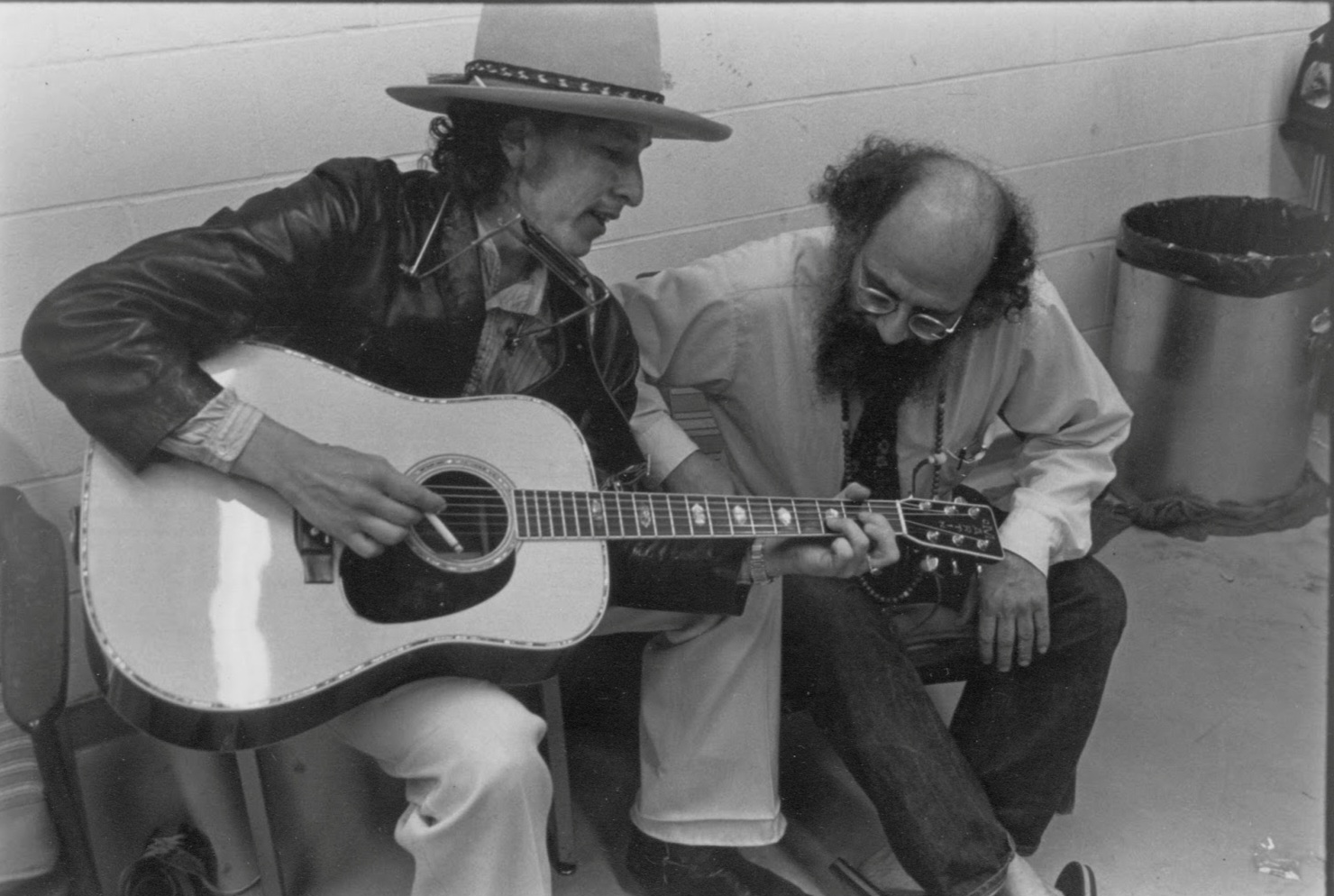
Dylan con Allen Ginsberg (1975). Ritratto di Elsa Dorfman.

I diversi lemmi non risultano tutti omogenei per completezza anche se l'enciclopedia su Dylan riesce nel suo intento di porre al microscopio, dettagliandola minuziosamente (sia pure con un criterio selettivo ben preciso), la vita e l'opera dell'artista. Come ha scritto il magazine Sing Out! (in passato non sempre benevolo con quello che un tempo veniva definito il menestrello del folk) il volume è praticamente impossibile da leggere tutto in un fiato dall'inizio alla fine, considerata la completezza dei dati forniti (sono stati calcolati trenta milioni di eventi inseriti nel testo enciclopedico).
Le diverse voci, mediamente ben dotate di fonti e in alcuni casi preziosamente documentate con riferimenti su particolari inediti della vita del cantante, sono tutte strettamente correlate con Dylan: sviluppate sotto forma di scheda enciclopedica, trattano da vicino il contenuto delle sue canzoni, le persone che lo conobbero in gioventù quando si apprestava (1961) a lasciare il Minnesota per raggiungere Minneapolis e da qui successivamente New York, per il debutto nei locali del Greenwich Village, i musicisti e i collaboratori con cui ha lavorato in carriera.
Sono comprese anche schede riguardanti autori che si sono occupati di Dylan, scrivendo su di lui saggi, articoli per riviste o libri.

## Summa dilanyana
Se The Bob Dylan Encyclopedia può essere considerata una summa di tutto quanto dovrebbe essere dato sapere intorno alla figura di Dylan, va anche detto che il suo autore, Gray non ha inserito nel suo libro realmente tutto quanto su Dylan già si sa o si potrebbe dire o sapere. È, questa, ed in senso enciclopedico, una critica che viene mossa da talune parti al suo lavoro. Infatti, a petto di una mole notevole di schede biografiche, ne mancano inspiegabilmente alcune concernenti personaggi di rilievo che con Dylan hanno avuto sicuramente rapporti, spesso artistici, molte volte di semplice amicizia o frequentazione.
Ogni canzone di Dylan, i momenti delle registrazioni discografiche, aneddoti riguardanti i sessionmen che partecipavano alle sedute di missaggio, hanno una propria entry. In taluni casi vengono indicate le occorrenze ripetute per nomi, personaggi, luoghi e circostanze. Anche in questo caso, non tutti i dettagli disponibili vengono qui forniti. Per esempio, nella voce riguardante Norah Jones, Gray cita un concerto privato tenuto da Dylan e la Jones per la AOL, ma non nomina la cover realizzata dalla cantante del suo brano I'll Be Your Baby Tonight, originariamente contenuto nell'album Nashville Skyline, pubblicato nel 1969.

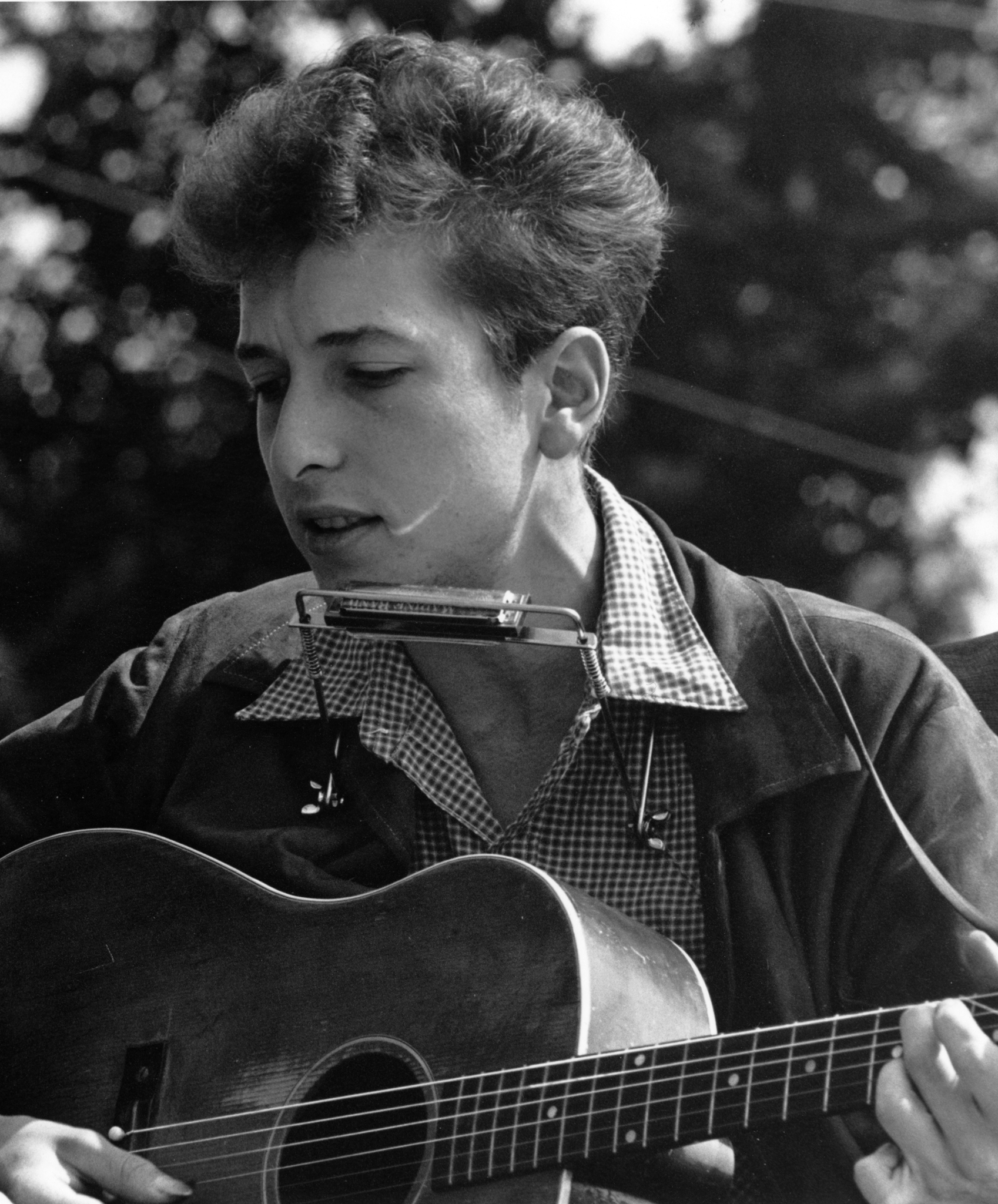
Dylan canta alla marcia per i diritti civili promossa da Martin Luther King a Washington il 28 agosto 1963, a cui partecipò con Joan Baez

Scorrendo il volume - corredato da un vasto repertorio iconografico - si viene a sapere che Jumpin' Judy (una delle attiviste delle realtà rurali del profondo sud degli USA) è citata in I Wanna Be Your Lover, canzone del 1965 distribuita soltanto vent'anni dopo nella raccolta Biograph; mentre la locuzione Grandma and Walpole's cat trae origine da un verso adoperato da Dylan in Going, Going, Gone, dall'album Planet Waves, del 1974.
Una curiosità particolare è fornita dal lemma Frying an egg on stage, the prospect of (traducibile con Come friggere un uovo sul palcoscenico) ricavato da un'improvvisazione che Dylan fece in passato durante una sua esibizione.

## L'autore
Michael Gray (nato a Bromborough, Wirral, il 25 agosto 1946) è autore degli altri seguenti libri su Bob Dylan: 
- All Across The Telegraph: A Bob Dylan Handbook (1987, coautore)
- Song & Dance Man: The Art Of Bob Dylan (1972)
- The Art Of Bob Dylan: Song & Dance Man (1981)
- Song & Dance Man III: The Art Of Bob Dylan (2000)
- Hand Me My Travelin' Shoes: In Search Of Blind Willie McTell (2007)

Ha scritto anche il libro Mother!: The Frank Zappa Story (1985, 2007) ed è stato coautore di The Elvis Atlas: A Journey Through Elvis Presley's America (1996).

## Edizioni
- Michael Gray, The Bob Dylan Encyclopedia, Continuum International Publishing Group, 2006,  p. 800, ISBN 0-8264-6933-7.